# 高津宮
高津宮（こうづぐう）は、大阪市中央区にある神社。旧社格は府社で、現在は神社本庁の別表神社。

## 祭神
- 主祭神
  - 本座・仁徳天皇
  - 左座・応神天皇、仲哀天皇、神功皇后
  - 右座・履中天皇、葦姫皇后

## 歴史
難波高津宮に遷都した第16代天皇である仁徳天皇を主祭神とし、祖父の仲哀天皇、祖母の神功皇后、父の応神天皇を左座に、后の葦姫皇后と長子の履中天皇を右座に祀る。
貞観8年（866年）、清和天皇の勅命により難波高津宮の遺跡が探索され、上町台地北部の石山の地に社殿を築いて仁徳天皇を祀ったのに始まる。天正11年（1583年）、豊臣秀吉が大坂城を築城する際、西高津の比売古曽神社境内（現在地）へ遷座し、比売古曽神社を当社の地主神として摂社とした。
この間、天治元年（1124年）に東高津へ遷座したとされる。東高津にある東高津宮は元高津とも称されるが、高津宮の旧地にあたるかは不明である。
1872年（明治5年）に府社に列格した。1945年（昭和20年）3月13日・14日の第1回大阪大空襲によって神輿庫を残して社殿が全て焼失した。戦後に神社本庁の別表神社に加列されている。1961年（昭和36年）10月、社殿が再建された。
古典落語「高津の富」「高倉狐」「崇徳院」の舞台として知られ、古くから大坂町人の文化の中心として賑わっていた。境内の参集殿は「高津の富亭」と名づけられており、落語の寄席や文楽などが行われている。高津の富亭での寄席には五代目桂文枝一門がかかわっており、文枝最後の口演「高津の富」が演じられたのも「高津の富亭」で開かれた「くろもん寄席」である。文枝が亡くなった翌年の2006年（平成18年）3月、境内に桂文枝の石碑が建立された。
1899年（明治32年）、大阪府が仁徳天皇1500年大祭を高津宮と難波神社で行った際に記念建立した「高津宮址」が大阪府立高津高等学校（大阪市天王寺区）の構内に現存する。
南側表参道の両側は高津公園となっている。1959年（昭和34年）、参道に日本画家北野恒富の十三回忌に際し、「恒富庵」と題した筆塚が建立された。西側の急斜面には3本の坂道があり、北寄りの西阪が縁切り坂、残る2本が相合坂または縁結び坂と呼ばれている。

## 境内
- 本殿 - 1961年（昭和36年）10月再建。
- 拝殿 - 1961年（昭和36年）10月再建。
- 庭園「仁徳庭園」 - 2002年（平成14年）造。
- 神輿庫
- 絵馬堂
- 社務所

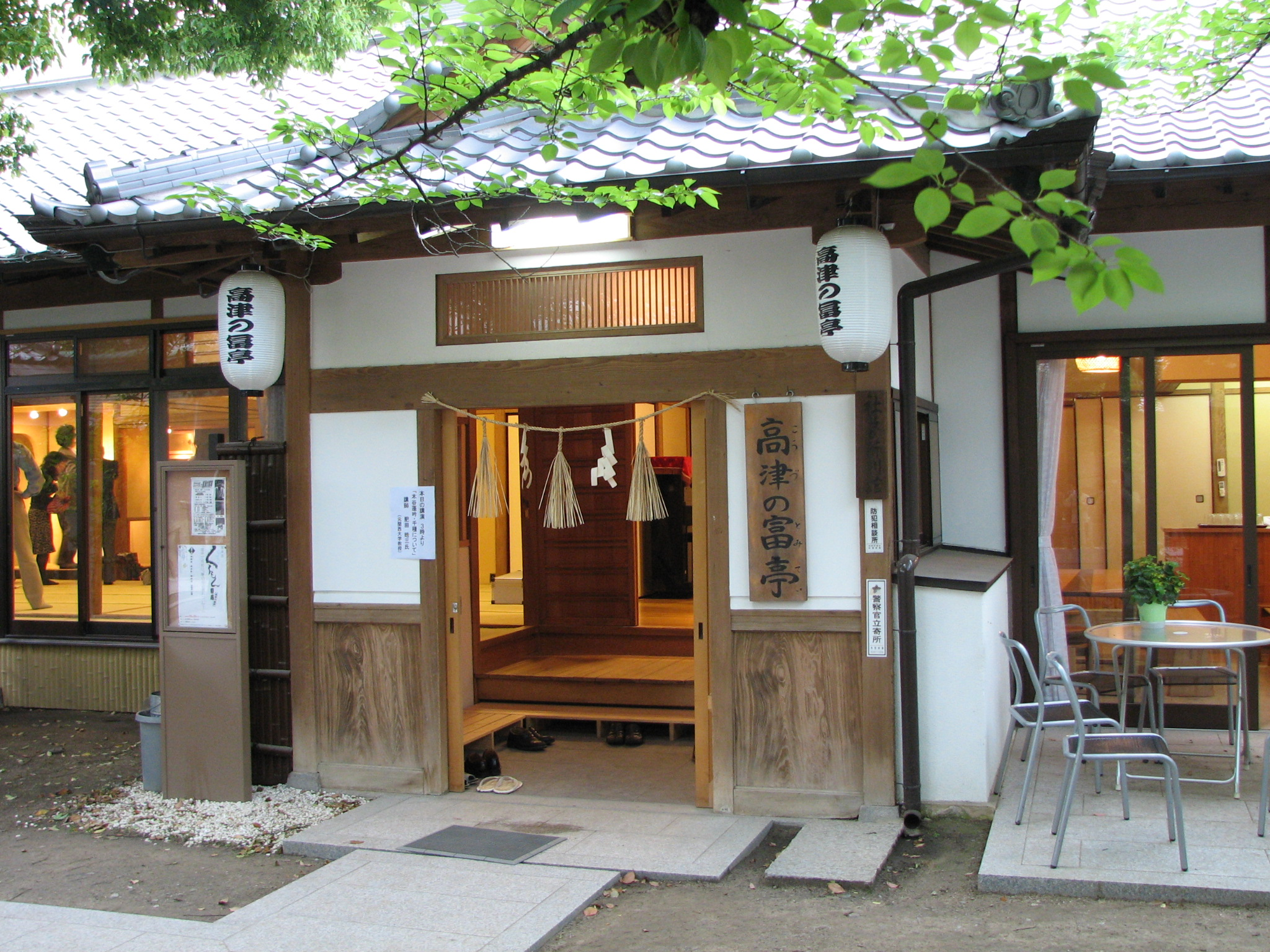
高津の富亭
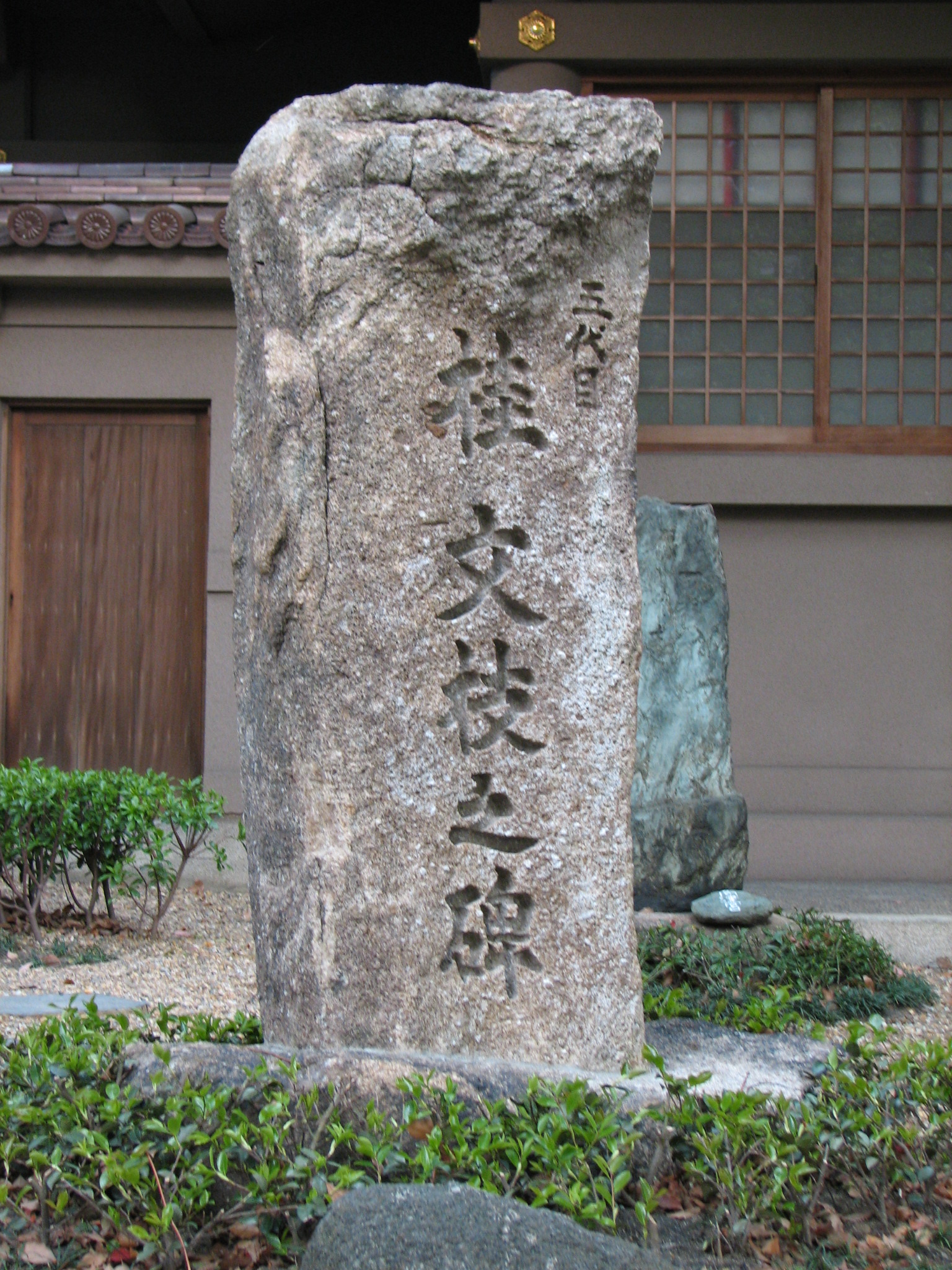
五代目桂文枝之碑
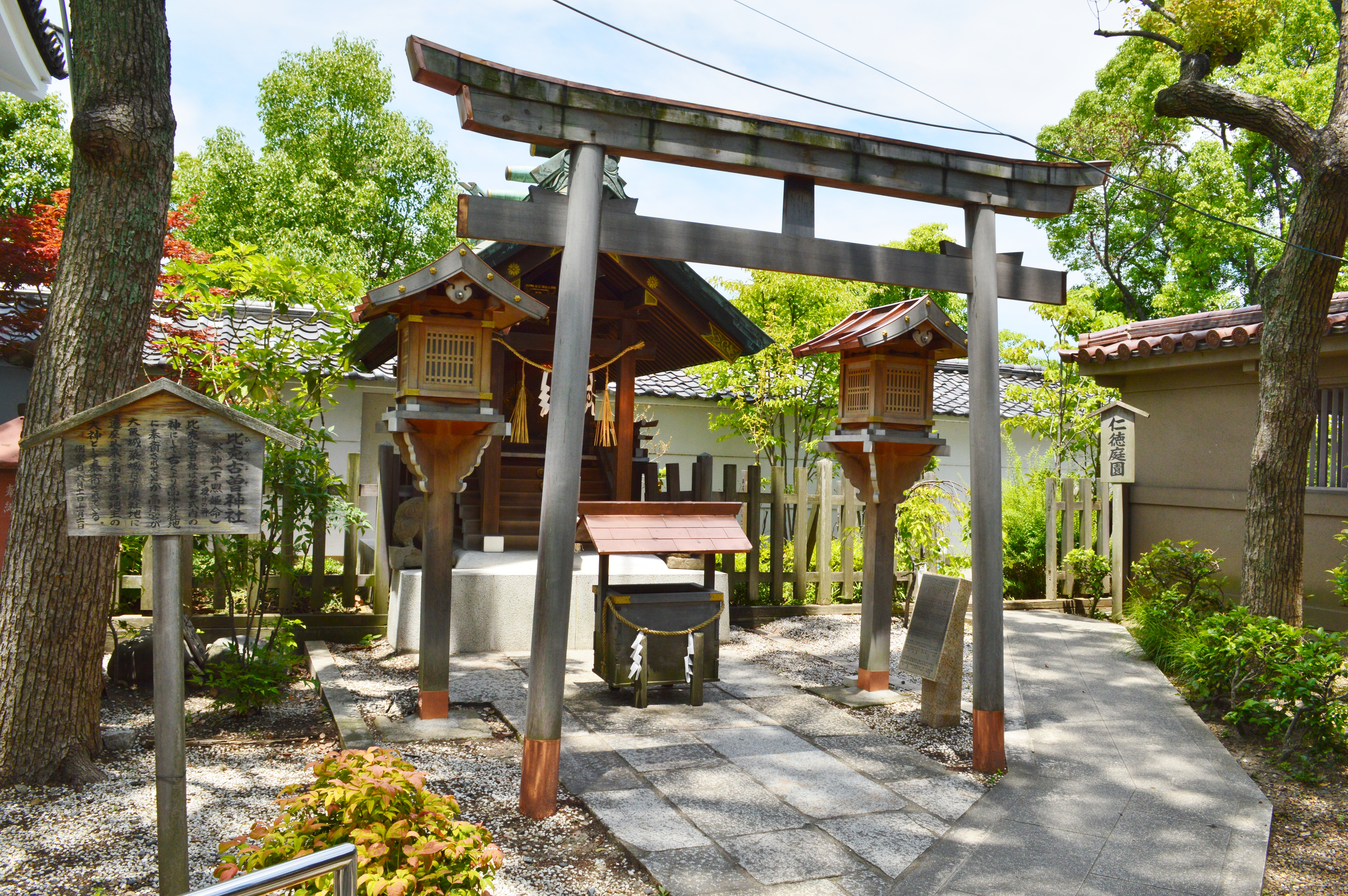
比売古曽神社（摂社）
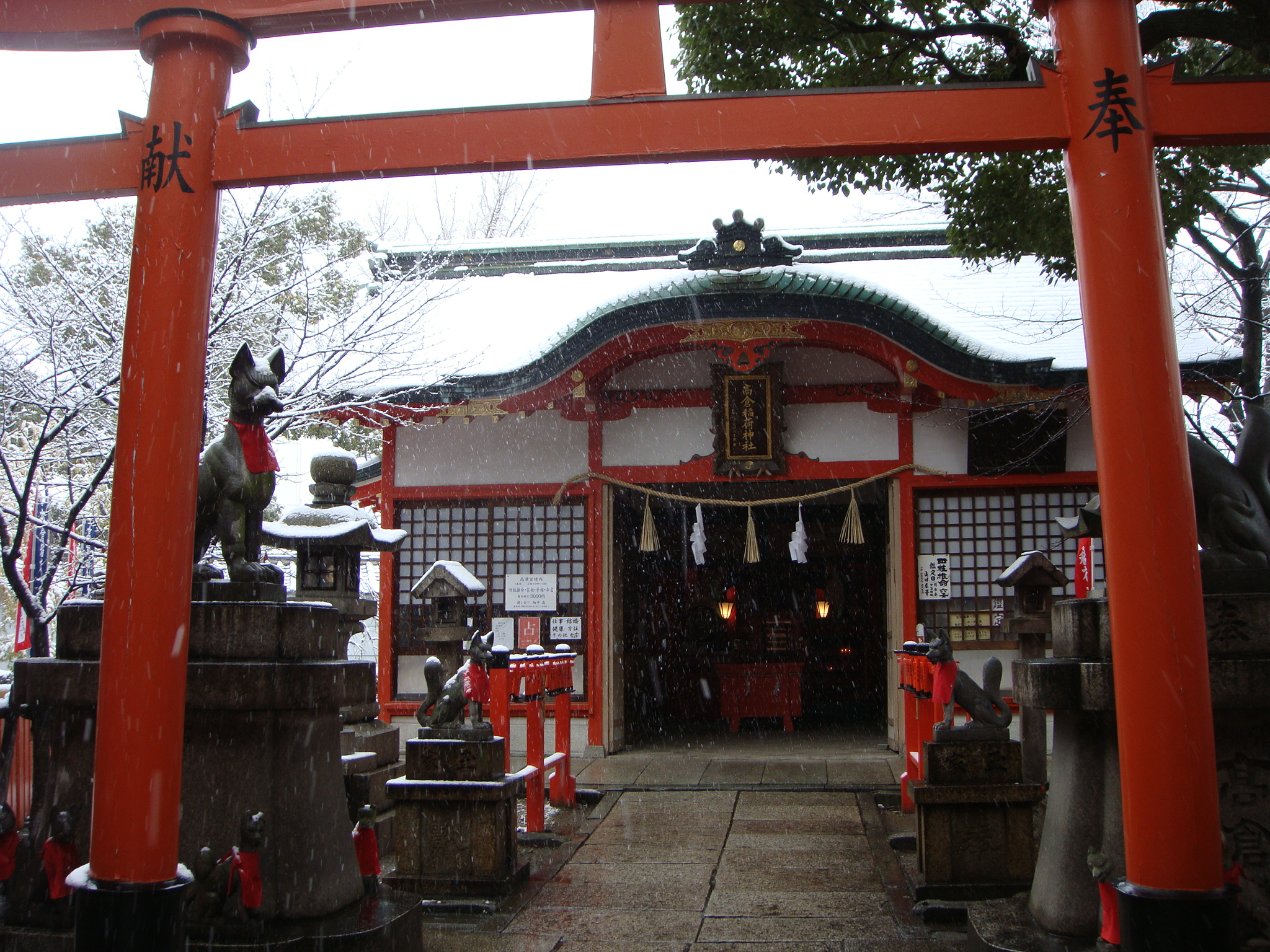
高倉稲荷神社（末社）
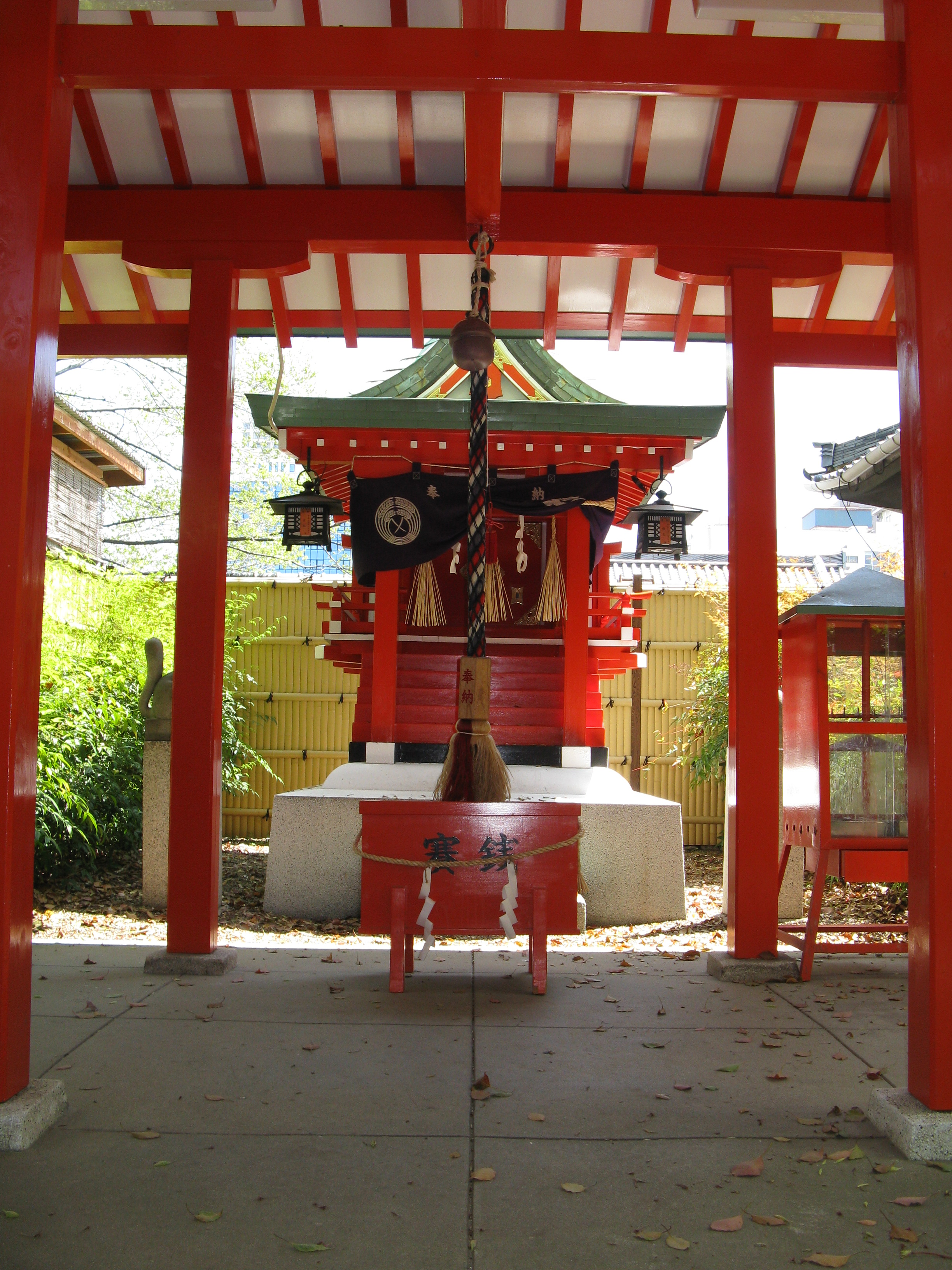
安井稲荷神社（末社）
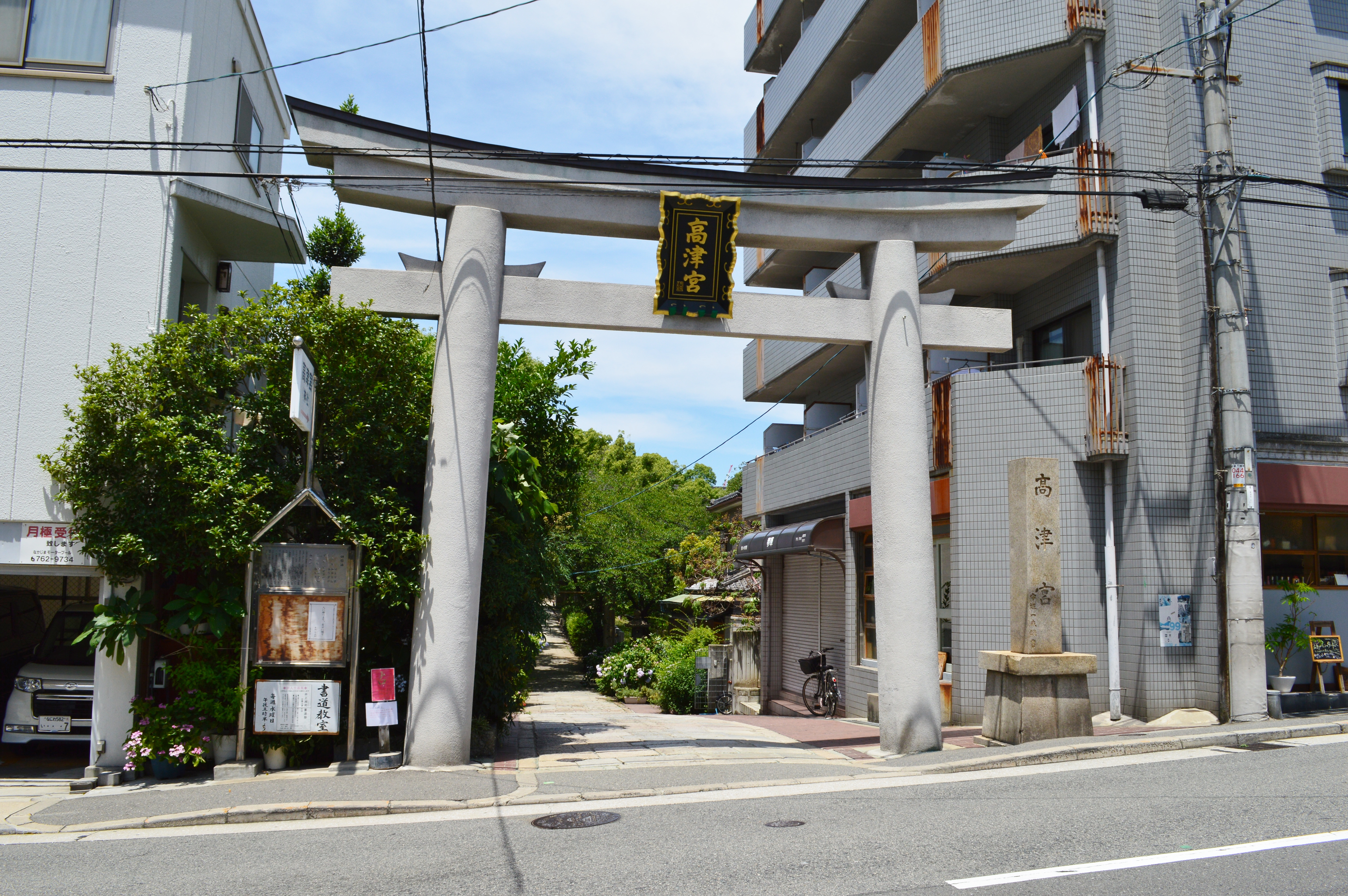
表参道入口の鳥居
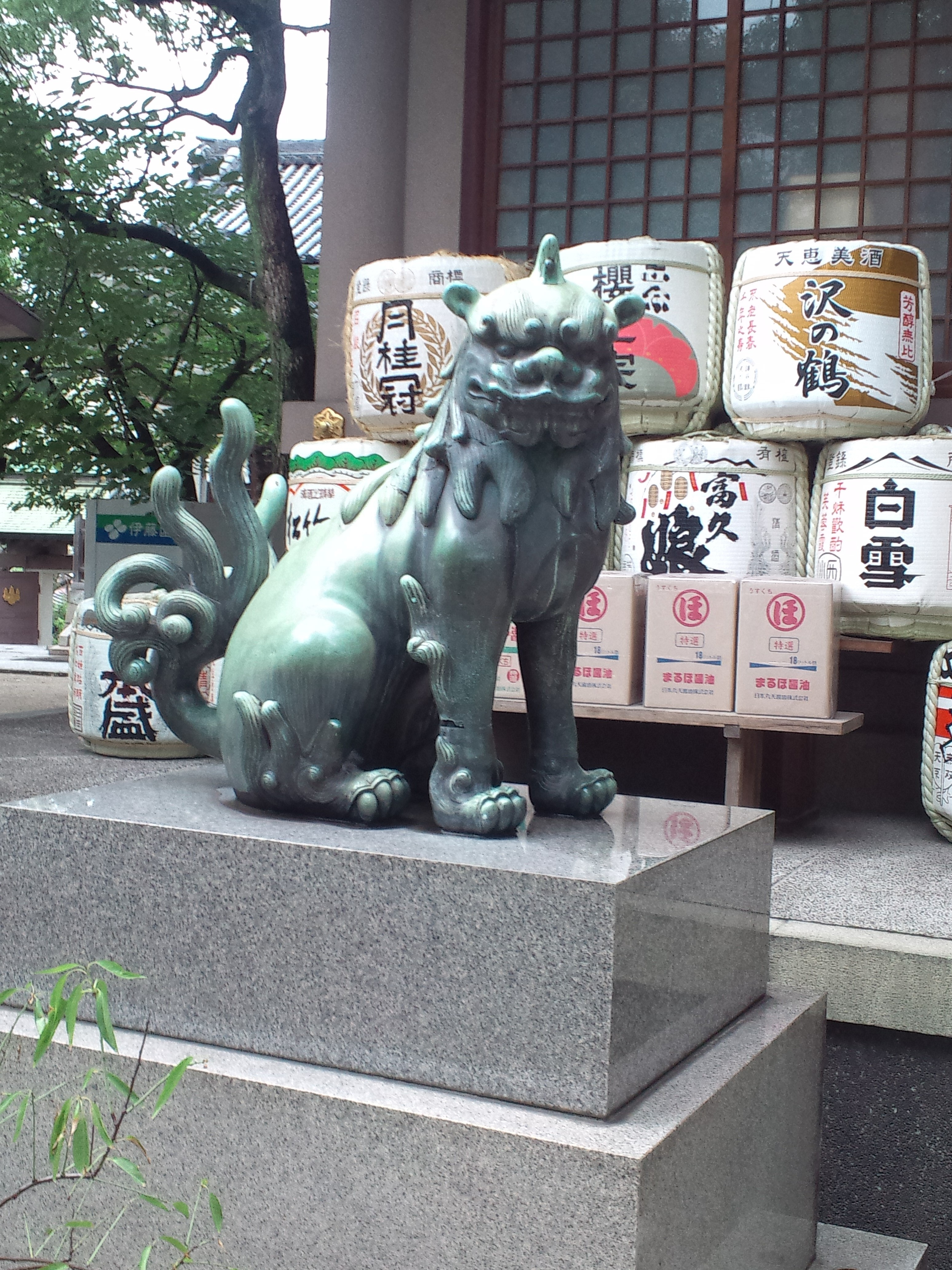
狛犬
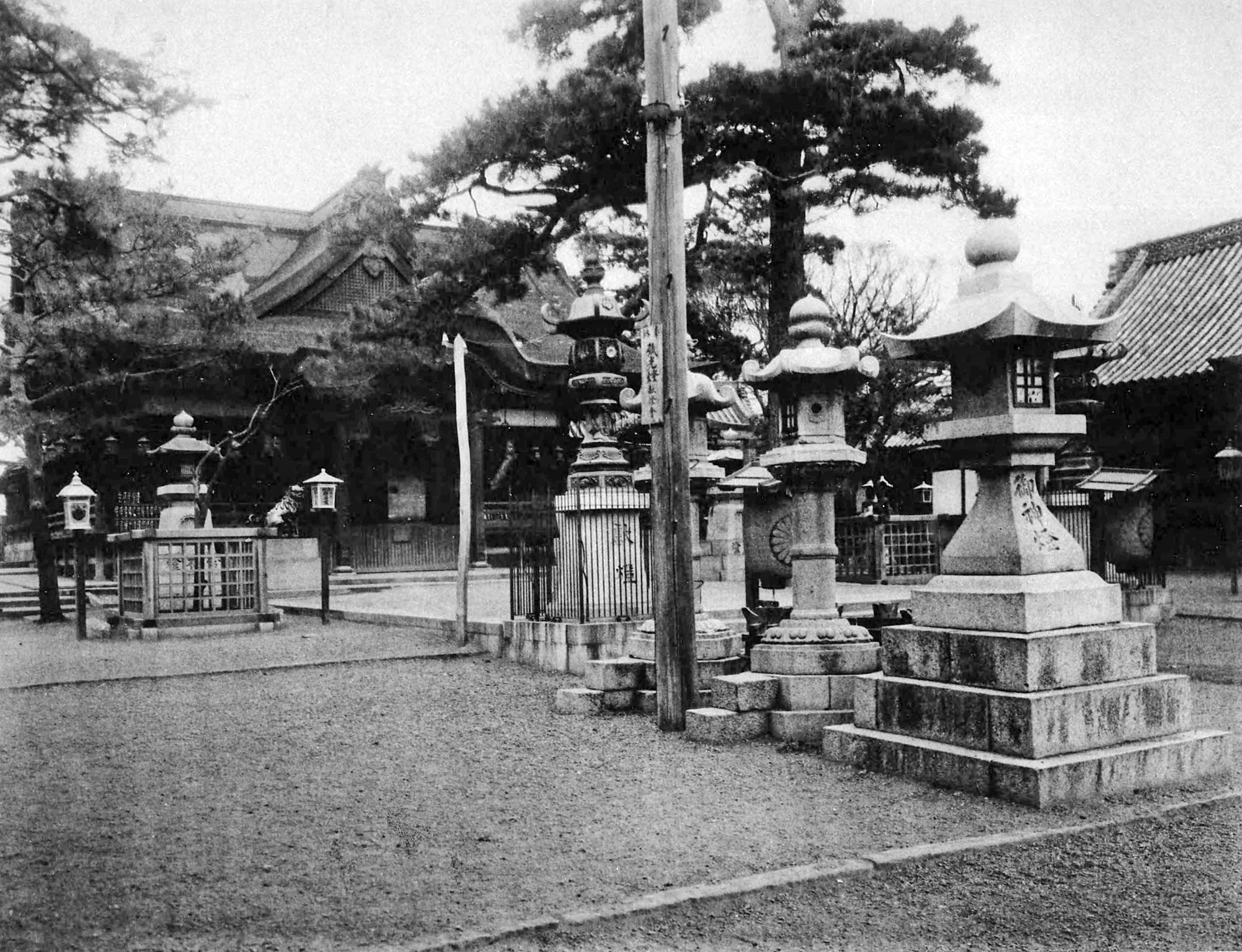
戦前の高津宮
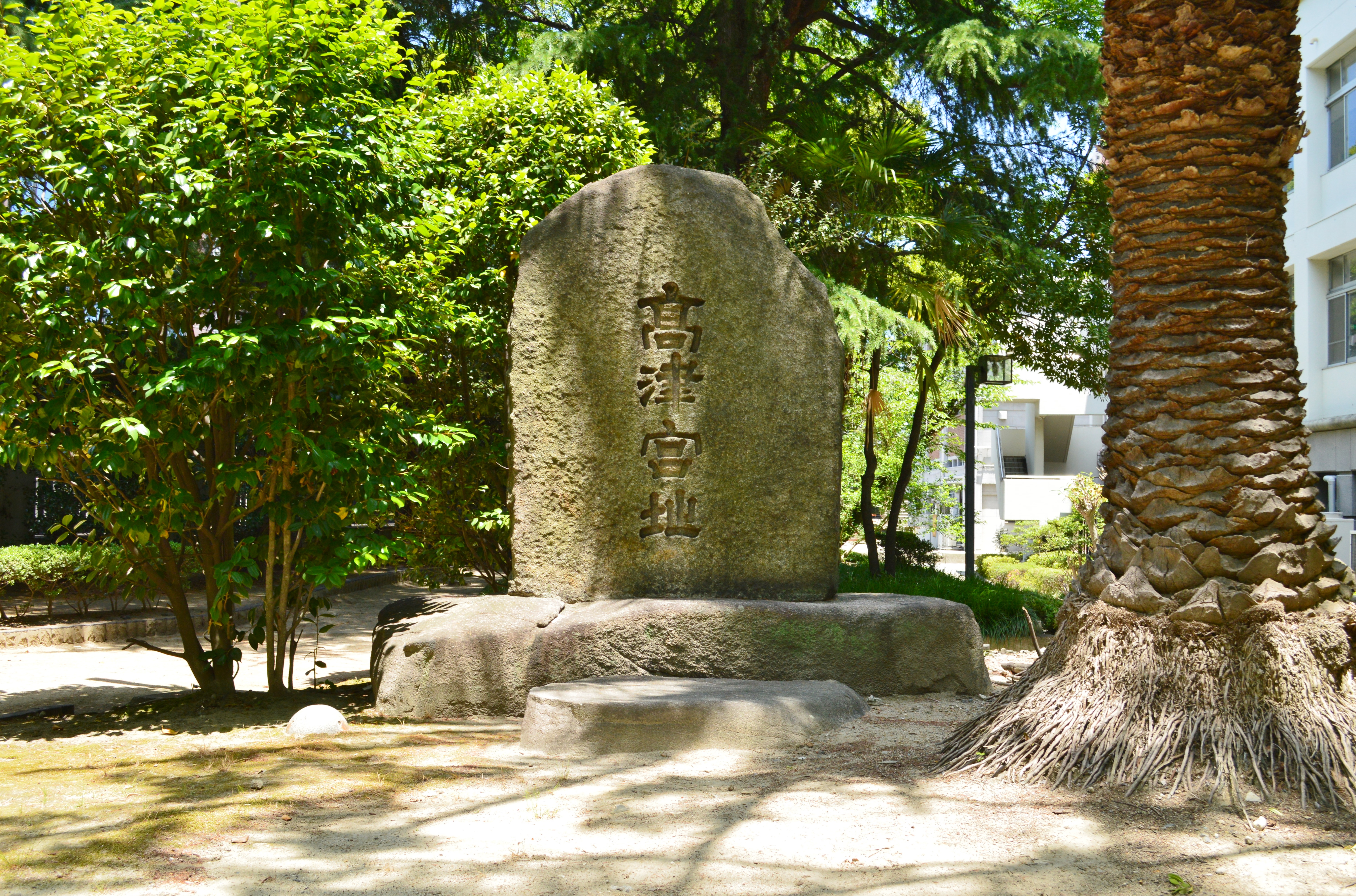
高津宮址碑 大阪府立高津高等学校内。

## 摂末社
- 比売古曽神社
- 高倉稲荷神社
- 安井稲荷神社
- 谷末社 - 白菊神社、専念神社、常高神社。崖の下にある。

## 桜まつり
社殿が再建された昭和30年代から、当時の宮司らの手によって境内や隣接する高津公園にソメイヨシノなど約100本のサクラが植えられた。高津宮では毎年3月下旬から4月上旬にかけては「桜まつり」が催されて多くの花見客で賑わっている。

## アクセス
最寄バス停
- 「下寺町」バス停
  - 大阪シティバス 73号系統
- 「谷町九丁目」バス停
  - 大阪シティバス 73号系統

最寄駅
- 谷町九丁目駅
  - Osaka Metro谷町線・千日前線

## 高津宮を題材とした作品

### 絵画

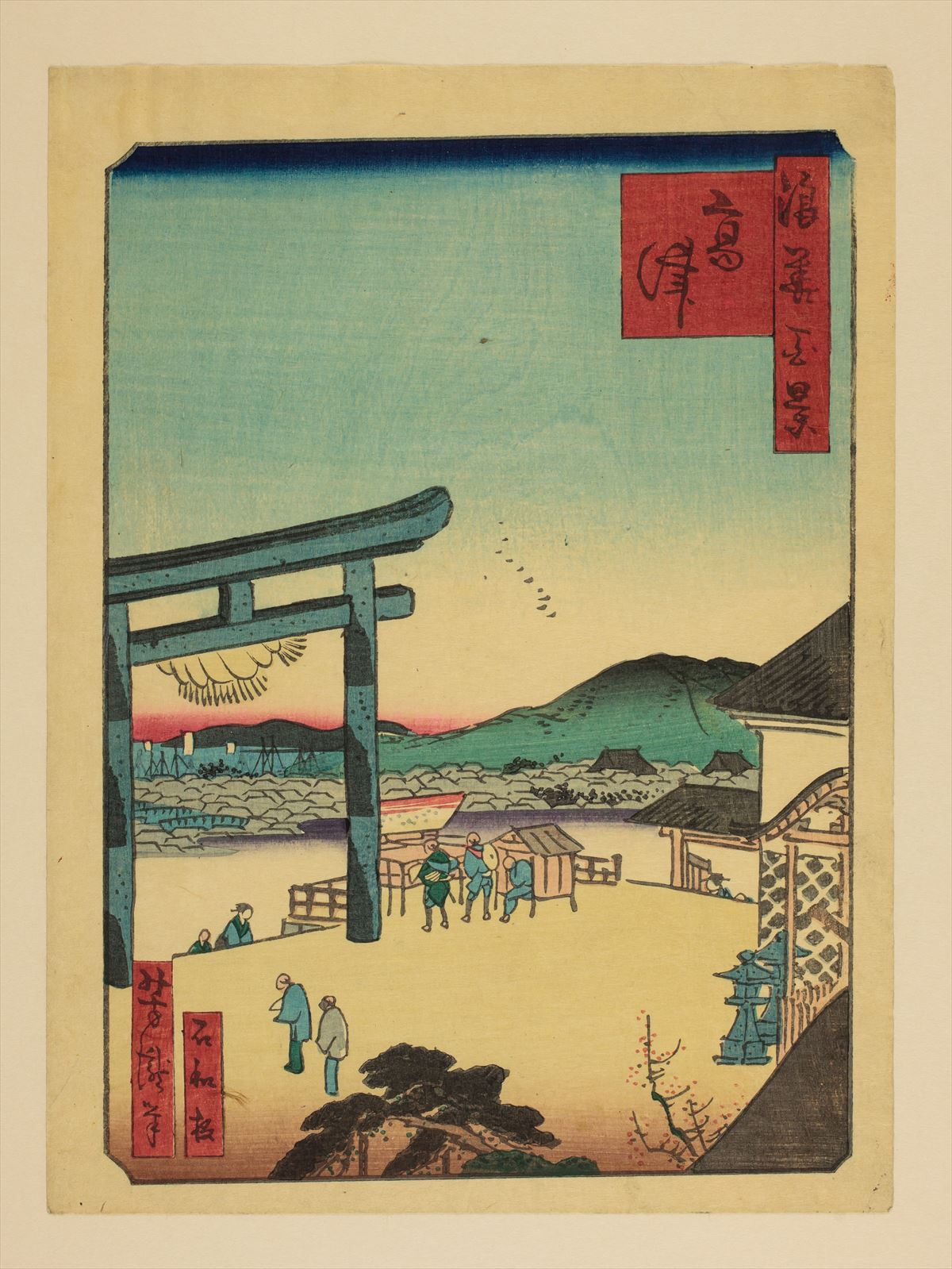
江戸時代1800年代の高津宮 里の家芳瀧/画 浪花百景より